# 达韦廖
达韦廖（義大利語：Daverio），是意大利瓦雷泽省的一个市镇。总面积4平方公里，人口3043人，人口密度760.8人/平方公里（2009年）。国家统计（ISTAT）代码为012064。